# Montembœuf
Montembœuf é uma comuna francesa na região administrativa da Nova Aquitânia, no departamento de Charente. Estende-se por uma área de 16,05 km². Em 2010 a comuna tinha 682 habitantes (densidade: 42,5 hab./km²).